# Mahmudul Amin Choudhury
Pour les articles homonymes, voir Choudhury.
Mahmudul Amin Choudhury, né le 18 juin 1937 et décédé le 22 décembre 2019) est un juriste bangladais qui a occupé le poste de 11e président de la Cour suprême du Bangladesh et de juge en chef. Il était le juge du procès du meurtre de Shazneen Tasnim Rahman. Il est décédé le 22 décembre 2019 à l'âge de 82 ans.

## Carrière
Mahmudul Amin Chowdhury est né en 1937.
Après le départ à la retraite du juge Latifur Rahman le 28 février 2001, le président a nommé Mahmudul Amin Chowdhury au poste de juge en chef. Mahmudul Amin Chowdhury a prêté serment le 1er mars 2001 et a pris sa retraite le 17 juin 2002. Le juge Chowdhury a servi à la haute cour depuis 1987. Avant de servir à la Haute Cour, il a été avocat en exercice de 1963 à 1987. Il était juge dans l'affaire de ségrégation du ministère de la Justice. Mahmudul Amin Chowdhury était le 11e juge en chef du Bangladesh.
Lors de l'affaire, Shazneen, une étudiante violée et assassinée dans sa maison de Gulshan, l'accusé a contesté les ordres d'inculpation dans les deux cas devant la Haute Cour. Le 11 novembre 1999, un banc de quatre membres de la division d'appel, composé du président de la Cour suprême de l'époque, Mustafa Kamal, du juge Latifur Rahman, du juge AM Mahmudur Rahman et du juge Mahmudul Amin Chowdhury  a rejeté leur appel. Dans son verdict, le banc a déclaré que la HC avait à juste titre suspendu toutes les procédures ultérieures de l'affaire au tribunal de session et donné le feu vert pour poursuivre l'affaire au tribunal,.
En février 2016, Choudhury est sorti de sa retraite et a déclaré que le système judiciaire bangladais était au bord de l'effondrement et a exhorté les avocats à lancer un mouvement pour sauver le système judiciaire et protéger son indépendance.

## Mort
Mahmudul Amin Choudhury est décédé le 22 décembre 2019 à Dacca des suites de complications liées à son âge. Il avait 85 ans. Il a laissé deux filles, un fils. Son corps a été conservé dans les locaux de la Cour suprême le lendemain matin pour permettre aux gens de rendre un dernier hommage.